# Kalmosaari (ö i Ilomants)
Kalmosaari är en ö i Finland. Ordet kalmosaari åsyftaar antagligen att ön har varit begravningsplats. Ön ligger i sjön Nuorajärvi och i kommunen Ilomants i den ekonomiska regionen  Joensuu och landskapet Norra Karelen, i den sydöstra delen av landet, 400 km nordost om huvudstaden Helsingfors. Öns area är 0,1 hektar och dess största längd är 60 meter i nord-sydlig riktning.